# Sadie Farrell

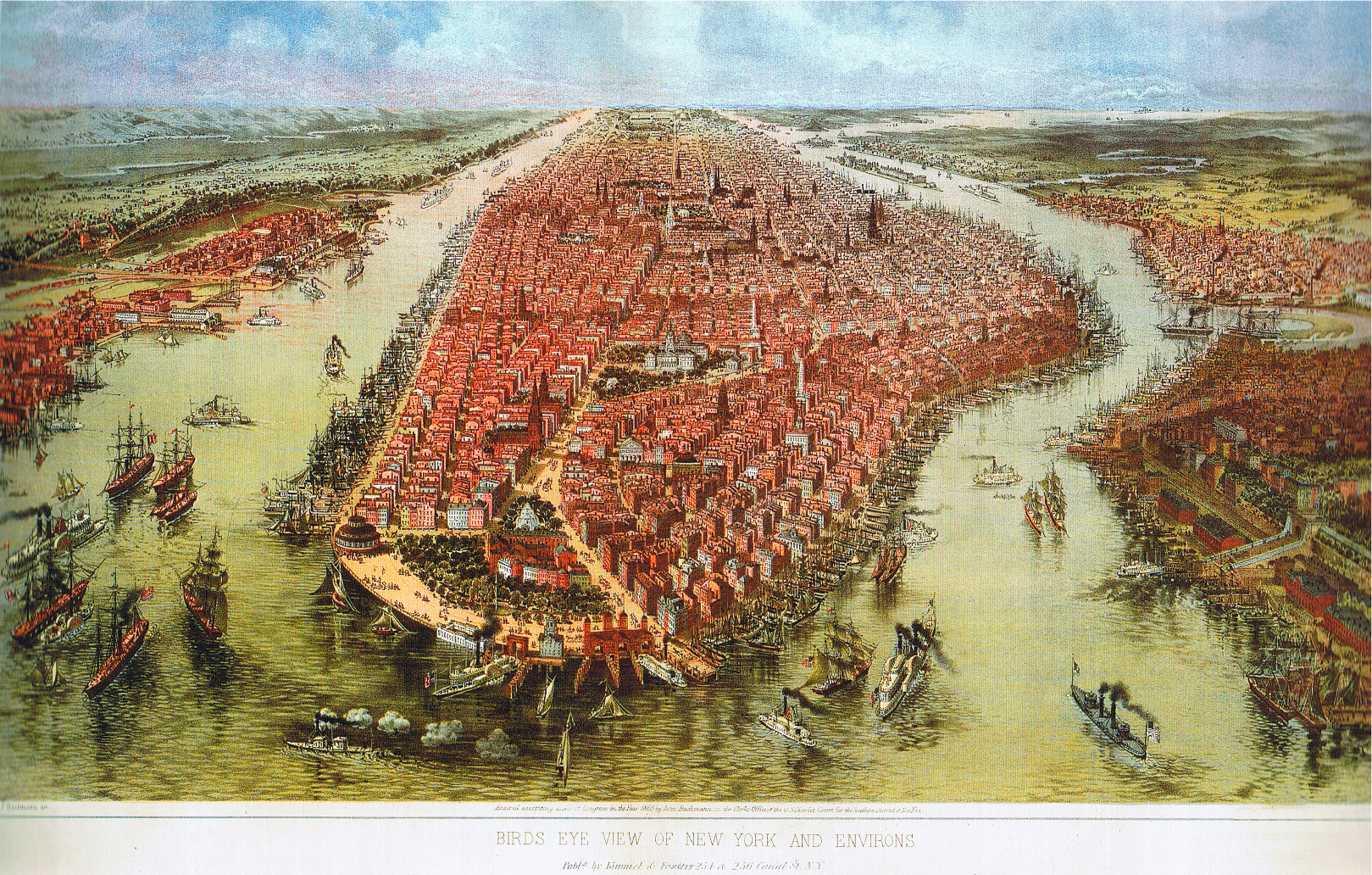
La costa de Nova York, on "Sadie the Goat" Farrell i la banda de Charlton Street de pirates fluvials, es feren famosos

Sadie Farrell (v. 1869) va ser una cap d'una banda criminal i pirata del riu estatunidenca, coneguda amb el pseudònim de Sadie the Goat (en català, Sadie la Cabra). Hi ha dubtes sobre la seva existència històrica.
Natural de Nova York, tenia un sistema molt peculiar d'assaltar les seves víctimes: en trobar-se amb un viatger solitari, li propinava un cop de cap a l'estòmac, com si es tractés d'una cabra, això desestabilitzava la víctima i després el seu còmplice l'acabava de colpejar amb el puny i li robaven.
Segons la tradició popular dels baixos fons, Sadie, va participar en una disputa notable amb una altra dona molt dura de l'època, la guàrdia de seguretat del local The Hole in the Wall, coneguda com Gallus Mag, qui li va mossegar l'orella en una baralla de bar (cosa que acostumava a fer Mag amb els clients que causaven problemes).
El folklore diu que, havent caigut en desgràcia, abandonà la seva zona i es va aventurar per la riba del West Side de Manhattan. Va ser mentre vagava per les drassanes, durant la primavera de 1869, quan va veure els membres de la banda de Charlton Street intentant abordar, sense èxit, una petita balandra ancorada al mig del riu. Després que l'atac fos rebutjat per un grapat de tripulants del vaixell, els va oferir els seus serveis i es va convertir en la líder de la banda. Al cap de pocs dies, va organitzar amb èxit l'assalt d'una balandra més gran i, amb "el Jolly Roger volant des del cap de màstil", ella i la seva tripulació van navegar amunt i avall pels rius Hudson i Harlem atacant pobles petits, saquejant granges i mansions de la vora del riu i, ocasionalment, segrestant homes, dones i nens per a demanar-ne rescat. Es diu que va fer "caminar pel tauler" a diversos presoners.
Ella i els seus homes van continuar les seves activitats durant mesos i van guardar el botí en diversos amagatalls mentre li anaven donant sortida gradualment, i de manera discreta, a través d'intermediaris i de cases de préstecs al llarg dels rius Hudson i East. Al final de l'estiu, els grangers havien començat a resistir les incursions amb armes de foc, de manera que el grup va abandonar la balandra i Sadie va tornar a la zona de Fourth Ward, on fou coneguda com la "Reina de la ribera".
Més tard va afirmar haver fet una treva amb Gallus Mag, que li va tornar l'orella. Mag l'havia exposat al bar dins un pot, on la guardava en salmorra. Per la seva banda Sadie la col·locà en un medalló que portà al coll durant la resta de la seva vida.